# Кисельовка (Правдинський район)
Кисельо́вка (рос. Киселёвка), до 1947 року — Каршау (нім. Karschau) — селище в Правдинському районі Калінінградської області Російської Федерації. Входить до складу Правдинського міського поселення.